# Medio juego (ajedrez)

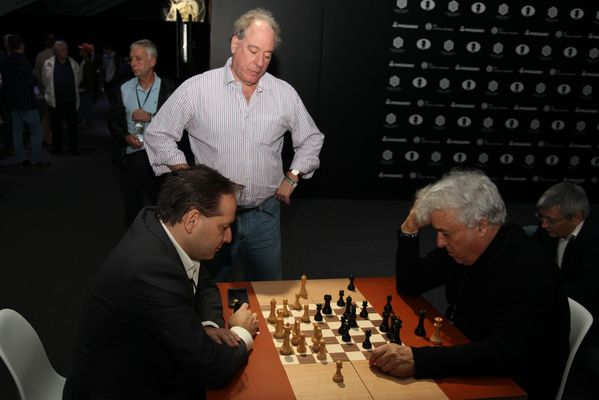
World Chess Championship 2016

El medio juego es la fase del juego de ajedrez que empieza tras la apertura. En él cada jugador mueve sus piezas para conseguir dar mate al rey contrario o llegar a un final ventajoso.

## Establecimiento de una posición de apoyo
- Debe ser útil a otras piezas
- Debe protegerse al menos con un peón
- Debe evitarse que sea amenazado por un peón contrario
- Siempre que se pueda, se situará en una casilla central del campo contrario

## La formación del centro de juego
Formación central simétrica
- Por eliminación de los peones centrales de blancas y negras
- Se mantienen en el centro los peones de dama, blanco y negro
- Se mantienen en el centro los peones de rey, blanco y negro
- Se mantienen los cuatro peones centrales
  - Con el peón de rey avanzado (e4-e5) y el de dama en d3-d6
  - Con el peón de dama avanzado (d4-d5) y el de rey en e3-e6

## Ventaja posicional
La ventaja posicional consiste en lograr una posición en la cual las piezas tienen más posibilidades de éxito que las del oponente. También, implica el aprovechamiento de tiempos (turnos) mal utilizados por el otro jugador. Algunos jugadores sacrifican piezas con un alto valor (dama, torre, etc.) para colocar al oponente en desventaja táctica o con posibilidades de dar mate en la o las siguientes jugadas.

## Ventaja material
Es tener ventaja de piezas de mucho valor o tener mayor número de piezas que el oponente. El valor de una pieza se mide en puntos. La dama vale 9 unidades, la torre 5 unidades, el alfil 3 unidades, el caballo 3 unidades y por último el peón 1 unidad. Por lo tanto, es mejor tener ventaja material con piezas de gran valor que capturar solamente peones. Además los intercambios de piezas durante el juego deben garantizar ventaja posicional y nunca debería de cambiarse una pieza de mayor valor por una de menor, sin embargo, esta no es una regla general.